# Kagran metróállomás
A bécsi Kagran metróállomás az U1-es vonal egyik állomása Bécs 22. kerületében (Donaustadtban). Szomszédos állomásai Alte Donau és Kagraner Platz. Az állomás 1982. szeptember 3-án nyílt meg „Zentrum Kagran” néven, mely szó szerinti fordításban azt jelenti, hogy Kagran központ. 1989 óta a megálló neve Kagranra módosult, mely a térség neve. Az állomás 2006. szeptember 2-áig végállomásként szolgált. A pálya a régi kihúzóvágányok mentén ma már Leopoldauig tart. Mivel a kihúzóvágányokon tovább tudták vezetni a pályát, nem volt szükség az állomás átalakítására, ám a régi tárolóállomást le kellett bontani. A tárolóállomás a metróállomás után volt és az U1-es metrónak egy kisebb üzemi telephelye volt.

## Jellemzője
Az állomás magas vezetésű, két vágányos és középperonos. A liftek a peronok közepére vezetnek, ahonnan mindkét vágány elérhető. Az állomás fel van szerelve mozgólépcsővel és sima lépcsővel. is. A peronok teljes hosszában le vannak fedve, lejárat az állomás egyik végén van, ami az autóbuszok megállóihoz vezet.

Az állomás kinézete egyszerű nincs rajta semmi díszítő elem, a betont fém lemezekkel takarták le.
| U1 (Oberlaa ↔ Leopoldau) |                            |                           |
| Állomás                  | Átszállási kapcsolatok     | Fontosabb létesítmények   |
| Kagran                   | 25 22A, 26A, 27A, 93A, 94A | Albert-Schultz jégcsarnok |

## Galéria

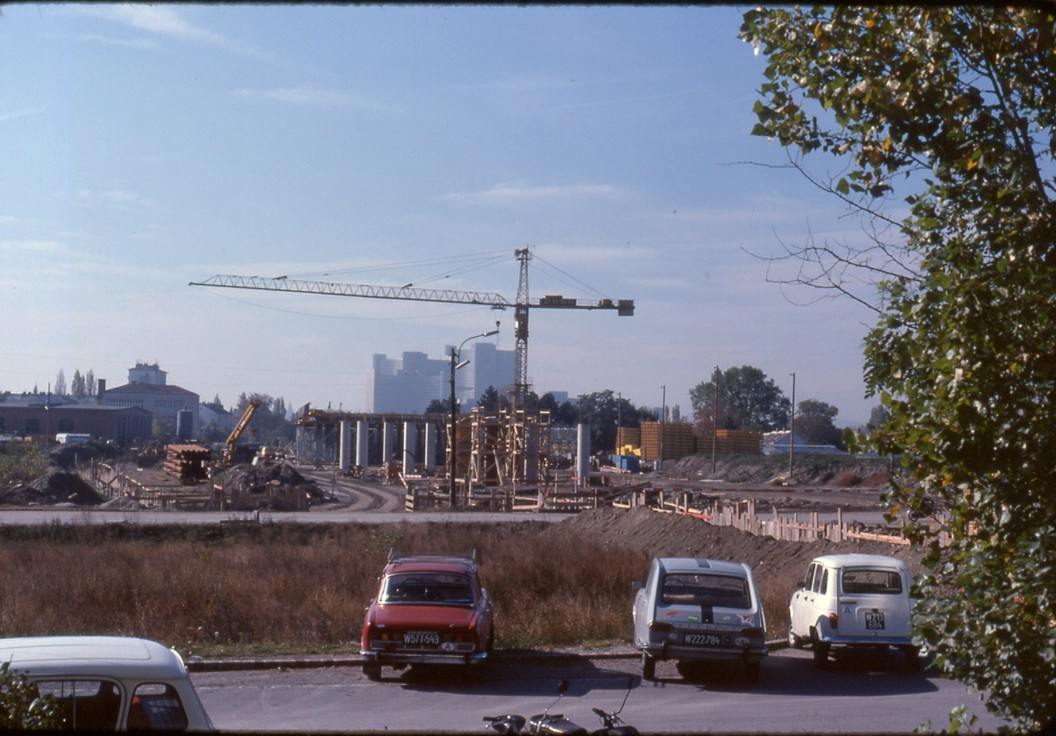
Az állomás építése 1979-ben
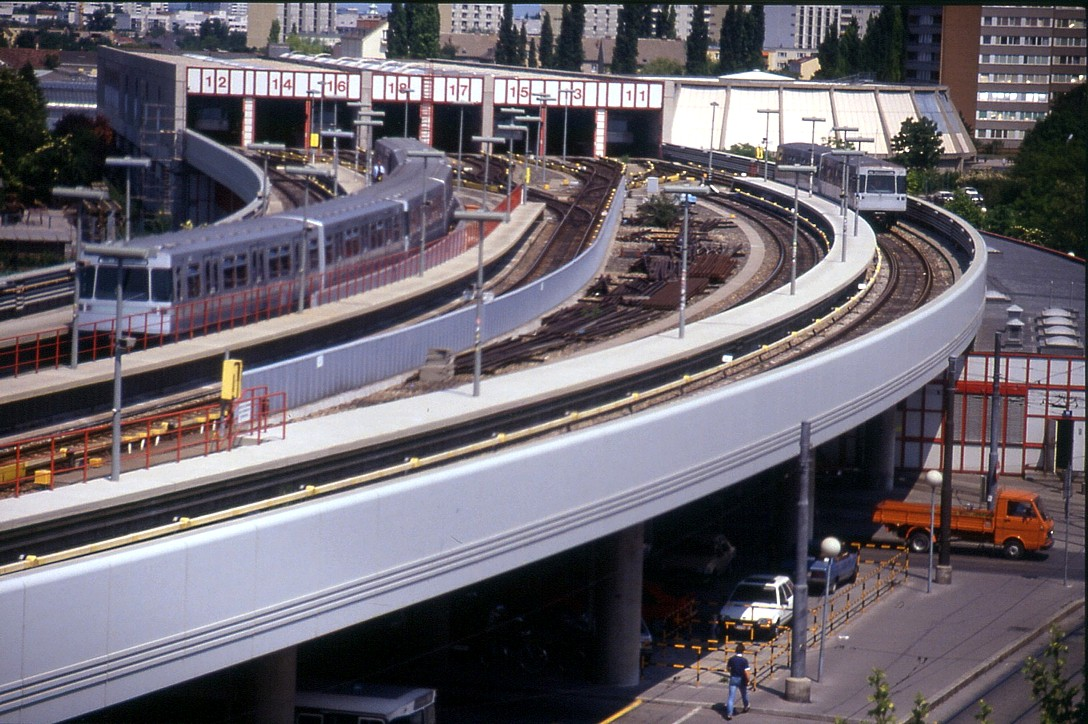
A régi tárolóállomás. Ma már nem létezik, a helyén a mai meghosszabbított pálya áll
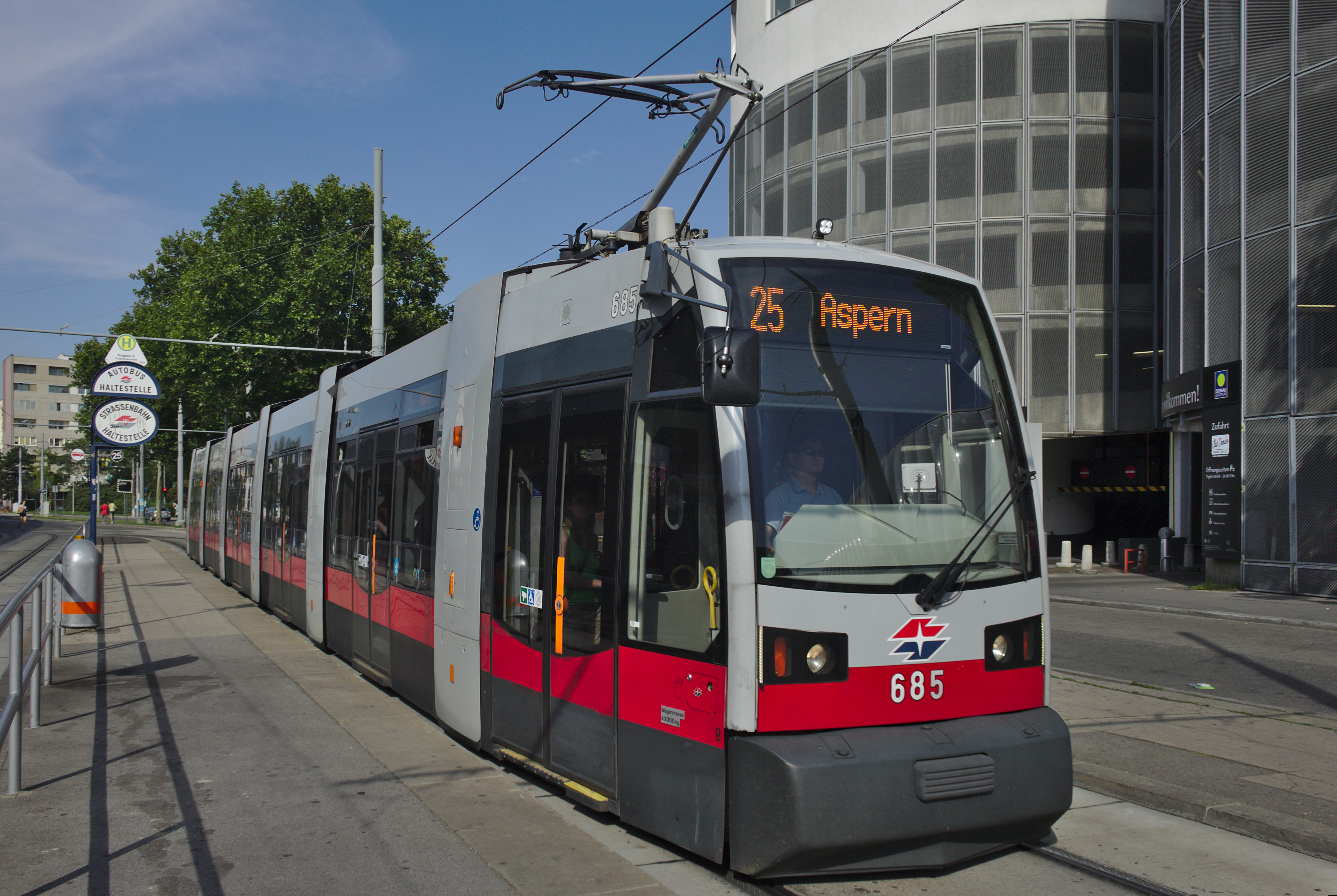
Az U2 meghosszabbítása óta a 25-ös villamos is megáll itt.
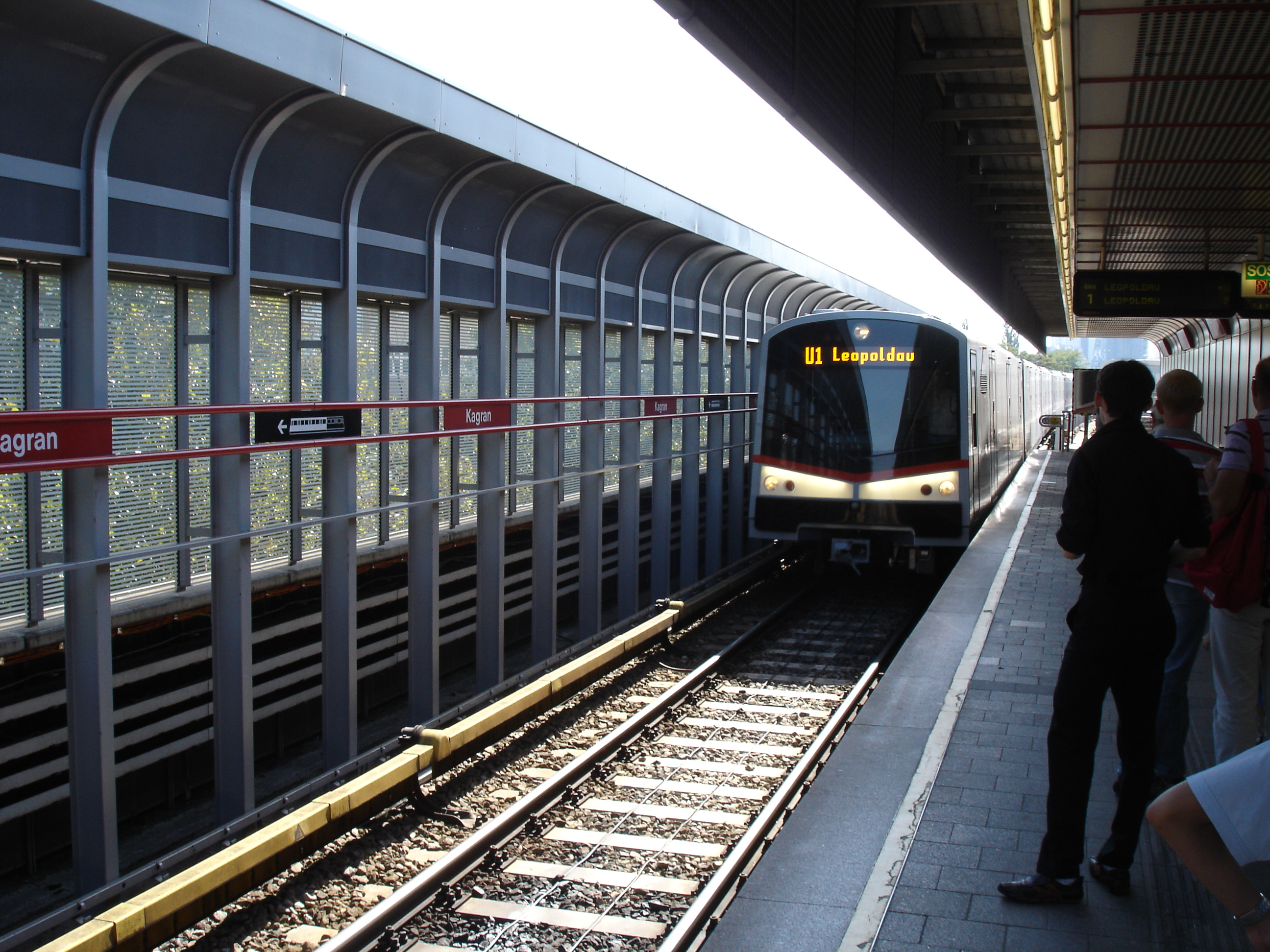
Metró érkezik Reumannplatz felől
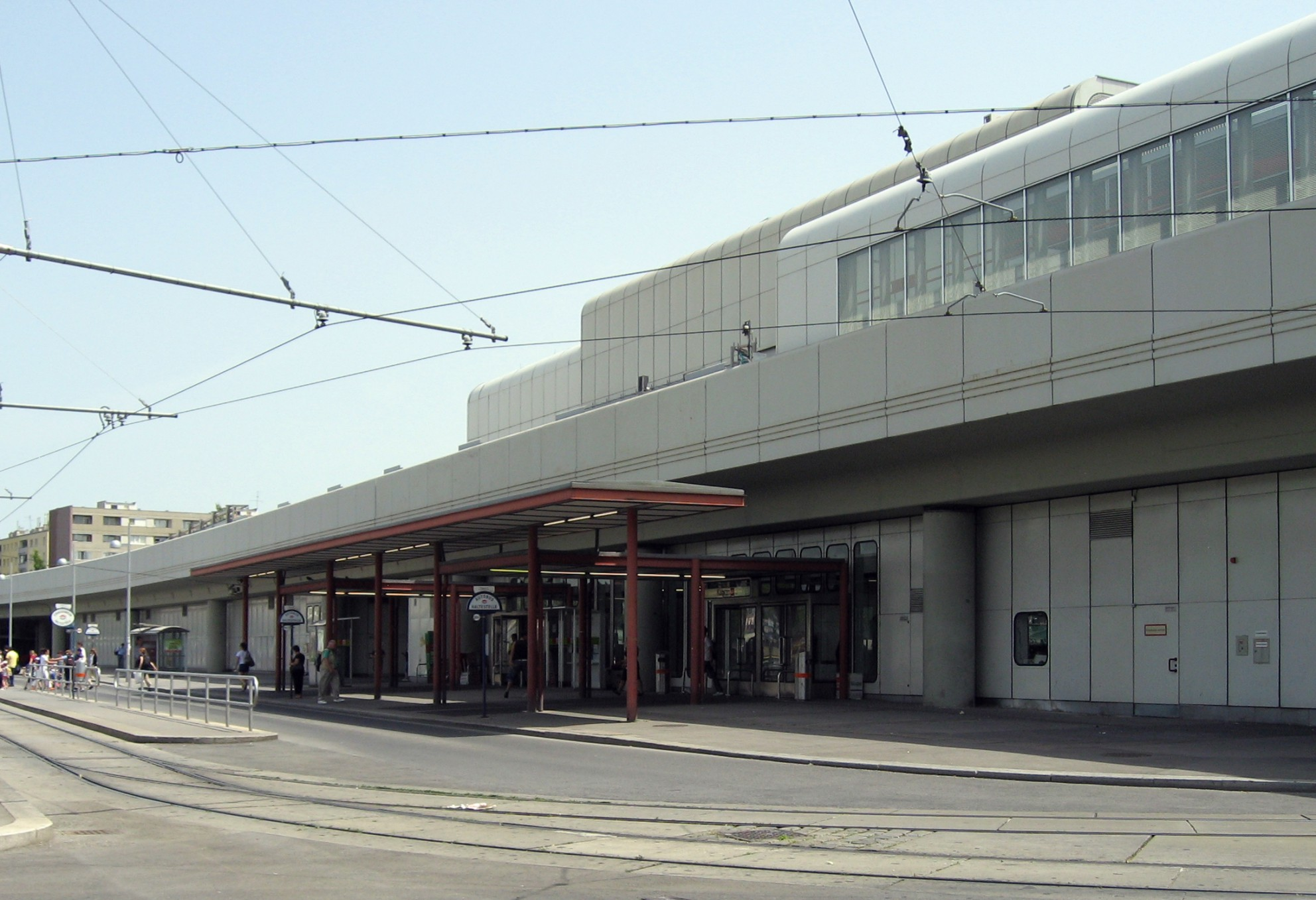
Villamos- és buszmegállók a kijáratnál

## Fordítás
- Ez a szócikk részben vagy egészben  az   U-Bahn-Station Kagran című német Wikipédia-szócikk fordításán alapul.  Az eredeti cikk szerkesztőit annak laptörténete sorolja fel. Ez a jelzés csupán a megfogalmazás eredetét és a szerzői jogokat jelzi, nem szolgál a cikkben szereplő információk forrásmegjelöléseként.